# Andreaea rothii
Andreaea rothii là một loài rêu trong họ Andreaeaceae. Loài này được F. Weber & D. Mohr mô tả khoa học đầu tiên năm 1807.